# Ivo Saksakulm
Ivo Saksakulm (Tallinn, 1º dicembre 1966) è un ex cestista estone, fino al 1991 sovietico.

## Carriera
Con l'Estonia ha disputato i Campionati europei del 1993.